# Adolf Tuma
Adolf „Adi“ Tuma (* 27. Juni 1956 in Hainburg an der Donau) ist ein österreichischer Lithograf und Briefmarkengestalter.

## Leben
Er arbeitet seit 1971 bei der Österreichischen Staatsdruckerei und lebt in der Niederösterreichischen Gemeinde Haslau-Maria Ellend.
Bekanntheit und internationale Anerkennung hat sich Tuma als Entwerfer von Briefmarken erworben. Seine Werke wurden von mehreren Postverwaltungen aufgegriffen und veröffentlicht, darunter die Postverwaltungen von Österreich, Liechtenstein, Kuwait und San Marino.
Im Jahr 2010 erhielt er den Titel Professor verliehen.

## Auszeichnungen
- Yehudi Menuhin Trophy 2006 for Music Philately[4]

## Beispiele seiner Briefmarken (Auszug)

### Für Österreich
- 1999: 1999 Europamarke 1999
- 2002–2003: Ferienland Österreich
- 2004: Mitteleuropäischer Katholikentag[5]
- 2005: 60 Jahre Befreiung Mauthausen
- 2006: 100 Jahre Händlerverband

### Für Luxemburg
- 2000 Kulturerbe